# لنغ راك (كورنوال)
لنغ راك (بالإنجليزية: Long Rock)‏ هي قرية تقع في المملكة المتحدة في كورنوال. يقدر عدد سكانها بـ 500 نسمة .